# Liste der Baudenkmäler in Kreuzau
Die Liste der Baudenkmäler in Kreuzau enthält die denkmalgeschützten Bauwerke auf dem Gebiet der Gemeinde Kreuzau im Kreis Düren in Nordrhein-Westfalen (Stand: September 2011). Diese Baudenkmäler sind in der Denkmalliste der Gemeinde Kreuzau eingetragen; Grundlage für die Aufnahme ist das Denkmalschutzgesetz Nordrhein-Westfalen (DSchG NRW).

| Bild                                                        | Bezeichnung                                                 | Lage                                                    | Beschreibung | Bauzeit          | Eingetragen seit | Denkmal- nummer |
| ----------------------------------------------------------- | ----------------------------------------------------------- | ------------------------------------------------------- | --- | ---------------- | ---------------- | --------------- |
| Kapelle St. Christian                                       | Kapelle St. Christian                                       | Bilstein Bergheimer Straße / Zur schönen Aussicht Karte | Kapelle aus Werksteinquadern. Saalbau mit polygonaler Apsis. Der quadratische Glockenturm mit Zeltdach hat auf den Giebeln vier Schalllöcher. Die Kapelle mit Satteldach und steinernem Traufgesims. Die originale Ausstattung ist erhalten. | 1896             | 01.09.1988       | 84              |
| Fachwerk Hofanlage                                          | Fachwerk Hofanlage                                          | Bogheim An der Hardt 14 Karte                           | Bei dem Objekt handelt es sich um eine mehrteilige Fachwerk-Hofanlage mit traufständigem, 2-geschossigen Wohnhaus mit Satteldach auf hohem Bruchsteinsockel. Fachwerk in Geschossbauweise. Zugehöriger Stall-Scheunentrakt winkelig, dahinter mit Bruchsteinunterbau und Satteldächer. | 18. Jh.          | 01.01.1988       | 85              |
| Hofanlage mit Wohn-Stall-Haus                               | Hofanlage mit Wohn-Stall-Haus                               | Bogheim An der Hardt 44 Karte                           | Bei dem Objekt handelt es sich um eine dreiflügelige, giebelständige Hofanlage mit langgestrecktem Wohn-Stall-Haus auf einem hohen Bruchsteinsockel. Die anschließenden Gebäude sind neuere Scheunen sind in Backsteinausfachung erbaut. Das Fachwerk ist in Geschossbauweise mit haushohen gebogenen Fußbändern, sowie durchgezapfter Ankerbalken erstellt. | 18. A. 19. Jh.   | 01.01.1987       | 77              |
| Bildstock                                                   | Bildstock                                                   | Boich Flur Weingartsmaar Karte                          | Bildstock aus Sandstein, ca. 2 m hoch, Sandsteinquader mit dachförmigen Abschluss und eingetiefter Rechtecknische mit apsidialem Abschluss, darüber die Inschrift: „1808, den 18. Juni haben die Erben des verlebten Johannes Esser diesen Fußfall aufgerichtet.“ | 1808             | 26.03.1985       | 4               |
| Sandsteinkreuz neuer Friedhof                               | Sandsteinkreuz neuer Friedhof                               | Boich Gereonstraße Karte                                | Sandsteinkreuz mit Bronzekorpus, rechteckiger Kreuzunterbau auf 3-fach gestuftem Sockel, profilierte Gesimse, Kreuzschaft 8-eckig mit Schaftring und kleinem Sockel. | 19. Jh.          | 26.03.1985       | 3               |
| Fachwerkgebäude                                             | Fachwerkgebäude                                             | Boich Gereonstraße 38 Karte                             | Bei dem Objekt handelt es sich um ein 2-geschossiges, traufständiges Fachwerkgebäude, einem ehem. Wohn-Stall-Haus in Geschossbauweise unter einem Satteldach. | 1728             | 01.09.1988       | 86              |
| weitere Bilder                                              | Kath. Pfarrkirche St. Gereon                                | Boich Gereonstraße 40 Karte                             | Die Hallenkirche aus Bruchstein ist in neugotischen Formen mit Satteldach im Mittelteil und drei querliegenden Walmdächern über den Seitenschiffen errichtet. Der Glockenturm im Süd-West-Winkel wurde im OG nach Kriegszerstörung erneuert. Die Kirche besitzt eine reiche Ausstattung des 18. und 19. Jahrhunderts. Auf der Friedhofsmauer sind Kreuzwegstationen aus der 2. Hälfte des 19. Jh. größtenteils erneuert. Sechs Kreuzwegstationen besitzen noch originale bildliche Darstellungen aus Kalkstein. | 1903             | 26.03.1985       | 1               |
| Bruchsteinhaus                                              | Bruchsteinhaus                                              | Boich Gereonstraße 48 Karte                             | Bei dem Objekt handelt es sich um ein 2-geschossiges, traufständiges Bruchsteinhaus mit Rotsandsteingewände zu 4 Achsen in der Giebelseite 2 Achsen mit Mansarddach und Krüppelwalm. Die Jahreszahl ist in Maueranker ersichtlich. | 1798             | 01.09.1988       | 87              |
| Fachwerkhaus                                                | Fachwerkhaus                                                | Boich Gereonstraße 49 Karte                             | Bei dem Objekt handelt es sich um ein großes 2-geschossiges, giebelständiges Fachwerkhaus mit Buntsandsteingewänden unter einem Satteldach. Das Fachwerk ist in Geschossbauweise mit teilweise eingehälsten Ankerbalken und Zapfenschlössern erbaut. | 18. Jh.          | 01.09.1988       | 88              |
| Fachwerk Wohn-Stall-Haus                                    | Fachwerk Wohn-Stall-Haus                                    | Boich Gereonstraße 50 Karte                             | Bei der Anlage handelt es sich um ein 2-geschossiges Wohn-Stall-Haus aus Fachwerk, rechter Teil als Wohnhaus genutzt. Fachwerk in Geschossbauweise mit großen Fußbändern. In der linken Haushälfte ursprünglich mit Toreinfahrt, die heute zugemauert ist. Am linken Teil unter Pultdach abgeschleppter Anbau mit Satteldach. | 1. H. 19. Jh.    | 05.06.1985       | 71              |
| Fachwerkhaus                                                | Fachwerkhaus                                                | Boich Gereonstraße 51 Karte                             | Bei dem Objekt handelt es sich um ein großes 2-geschossiges, giebelständiges Fachwerkhaus auf einem hohen Bruchsteinsockel unter einem Satteldach. Das Fachwerk ist in Stockwerkbauweise mit Schrägstreben, Fußbändern und eingehälsten Ankerbalken erbaut. | 19. Jh.          | 01.09.1988       | 89              |
| Wegekreuz                                                   | Wegekreuz                                                   | Boich Gereonstraße 67–71 Karte                          | Der Wegekreuz zeigt sich mit hohem gestuften Sockel mit Gesims aus Buntsandstein, eingetieftes Mittelfeld mit Maßwerk in gotisierenden Formen. Inschrift „O heiliger Schutzengel mein!“, darüber Kreuz mit kleinem Metallkorpus. | 1857             | 26.03.1985       | 2               |
| Wohnhaus Bruchstein                                         | Wohnhaus Bruchstein                                         | Boich Gereonstraße 76 Karte                             | Bei dem Objekt handelt es sich um ein 2-geschossiges, traufständiges Wohnhaus mit einer Bruchstein-Straßenfassade und hofseitigem Fachwerk aus kräftigem Eichenholz. Links anschließendem Torbogen aus Buntsandstein mit profiliertem Kämpfer und Keilstein mit Jahreszahl und Inschrift. | 1782             | 01.03.1988       | 82              |
| Fachwerkhaus                                                | Fachwerkhaus                                                | Boich Rather Weg 1 Karte                                | Bei dem Objekt handelt es sich um ein großes 2-geschossiges, giebelständiges Fachwerkhaus unter einem Satteldach. Das Fachwerk ist in Stockwerkbauweise erbaut. | 18. Jh.          | 01.09.1988       | 90              |
| Bruchsteinhaus                                              | Bruchsteinhaus                                              | Boich Rather Weg 5 Karte                                | Bei dem Objekt handelt es sich um ein 2-geschossiges, traufständiges Bruchsteinhaus in 5 Achsen mit Buntsandsteingewänden sowie Eingang in der Mittelachse. Die Giebelseiten sind fensterlos. | 1854             | 01.09.1988       | 91              |
| Bruchsteinscheune und Stallanlage                           | Bruchsteinscheune und Stallanlage                           | Boich Rather Weg 5/5a Karte                             | Zugehörig zu Haus Rather Straße Nr. 5 ist eine Bruchsteinscheune und eine Stallanlage. | M 19. Jh         | 08.03.2005       | 91a             |
| ehem Mühle, Hofanlage                                       | ehem Mühle, Hofanlage                                       | Drove Am Sandberg 1 Karte                               | Bei dem Objekt handelt es sich um eine geschlossene, mehrteilige Hofanlage und ehem. Mühle. Das Haupthaus ist 2-geschossig in geschlämmten Bruchstein erbaut. Eingang an der Hofseite. Fenster und Eingang mit Werksteingewänden. Im Innern alter Kamin und hölzernes Mahlwerg erhalten. Nebengebäude in Fachwerk auf Bruchsteinsockel mit Krüppelwalmdach. | 1750             | 26.03.1985       | 6               |
| weitere Bilder                                              | Judenfriedhof                                               | Drove Drovestraße, Flur 4 Nr. 29/1 Karte                | Großer rechteckiger Bezirk mit Weißdornhecke umgeben, mit zahlreichen Grabsteinen aus Blaustein, Sandstein, modernem Granit, teilweise mit Lavagestein, aus dem 18. bis 20. Jahrhundert. | 18.–20. Jh.      | 26.03.1985       | 18              |
| Sandsteinkreuz                                              | Sandsteinkreuz                                              | Drove Drovestraße/In der Britz Karte                    | Reste eines Sandsteinkreuzes mit Relief der Leidenswerkzeuge, auf neuem Bruchsteinsockel. | 18. Jh.          | 26.03.1985       | 20              |
| Bildstock                                                   | Bildstock                                                   | Drove Drovestraße/Wewordenstraße Karte                  | Bildstock aus Buntsandstein, über profiliertem Sockelgesims Nische mit muschelförmigem Abschluss, Bekrönung durch neues gusseisernes Kreuz. | 18. Jh.          | 26.03.1985       | 21              |
| Fachwerk-Giebelhaus                                         | Fachwerk-Giebelhaus                                         | Drove Drovestraße 106 Karte                             | Bei dem Objekt handelt es sich um ein 2-geschossiges Fachwerk-Giebelhaus in Stockwerkbauweise mit engen Gefachen unter einem Satteldach. | 18. Jh.          | 26.03.1985       | 8               |
| Fachwerk-Giebelhaus (Doppelhaus)                            | Fachwerk-Giebelhaus (Doppelhaus)                            | Drove Drovestraße 110 Karte                             | Bei dem Objekt handelt es sich um ein 2-geschossiges Fachwerk-Giebelhaus. Das Haus wurde teilweise erneuert. An der linken Hausseite ein Anbau aus dem 18. Jahrhundert unter abgeschlepptem Satteldach. An der rückseitigen Giebelseite neuer Anbau. Das Haus bildet mit Haus Nr. 112 ein Doppelhaus. | 17./18. Jh.      | 26.03.1985       | 9               |
| Fachwerk-Giebelhaus (Doppelhaus)                            | Fachwerk-Giebelhaus (Doppelhaus)                            | Drove Drovestraße 112 Karte                             | Bei dem Objekt handelt es sich um ein 2-geschossiges Fachwerk-Giebelhaus. Das Haus wurde teilweise erneuert. An der linken Hausseite ein Anbau aus dem 18. Jahrhundert unter abgeschlepptem Satteldach. An der rückseitigen Giebelseite neuer Anbau. Das Haus bildet mit Haus Nr. 110 ein Doppelhaus. | 17./18. Jh.      | 26.03.1985       | 10              |
| weitere Bilder                                              | Hallenkirche                                                | Drove Drovestraße 133 Karte                             | Bei dem Objekt handelt es sich um eine dreischiffige Hallenkirche mit Westturm und Rechteckchor. Sakristeianbau aus Bruchstein mit Buntsandsteingliederungen. Eingang im Westturm. Der Turm trägt ein Dach mit spitzer Haube, das Langhaus schützt ein Satteldach. | 15./16. Jh.      | 26.03.1985       | 12              |
| ehemaliges Pfarrhaus (Bruchsteinhaus)                       | ehemaliges Pfarrhaus (Bruchsteinhaus)                       | Drove Drovestraße 135 Karte                             | Bei dem Objekt handelt es sich um ein 2-geschossiges Bruchsteinhaus mit 5 Achsen an den Traufseite und Eingang in der Mittelachse. Zur Straßenseite ein hoher Sockel mit Freitreppe und 3 Achsen. Der Vorbau mit schmiedeeisernem Gitter. Das Gebäude trägt ein Walmdach, am Haus anschließend ein Torbogen rundbogig mit Kämpfern und Rotsandstein in der Bruchsteinmauer. | 1764             | 26.03.1985       | 13              |
| Fachwerk- und Vierkanthof                                   | Fachwerk- und Vierkanthof                                   | Drove Drovestraße 138 Karte                             | Das Haupthaus ist ein 2-geschossiges Fachwerkhaus mit abgetreppten Bruchsteinsockel aus verschiedenen Bauperioden. Umbau von schmalen Streckhof zum Vierkanthof. Rechts neben dem Haupthaus eine überdachte Tordurchfahrt mit gemeinsamen Satteldach. Rückwärtig Scheunenteil aus der Erbauerzeit, rechte Scheune aus dem 20. Jahrhundert. Das Haus gehörte zur alten Burg Drove als Gerichtshof. | 18./19. Jh.      | 26.03.1985       | 11              |
| Wohnhaus, ehemaliges Fachwerkgehöft                         | Wohnhaus, ehemaliges Fachwerkgehöft                         | Drove Drovestraße 140 Karte                             | Bei dem Objekt handelt es sich um ein ehemaliges Fachwerkgehöft mit traufseitigen, 2-geschossigen Wohnhaus mit Satteldach an der Straße. Tordurchfahrt in der linken, Haupthaus in der rechten Haushälfte. Das Fachwerk ist in Stockwerksbauweise mit großen Fußbändern erbaut und mit Backstein ausgefacht. Im Hof eine Fachwerkscheune mit Satteldach. | 19. Jh.          | 26.03.1985       | 14              |
| Fachwerk-Vierkanthof                                        | Fachwerk-Vierkanthof                                        | Drove Drovestraße 156 Karte                             | Bei dem Objekt handelt es sich um einen Vierkanthof aus Fachwerk mit einem giebelständigen Wohnhaus. Das Fachwerk ist in Geschossbauweise auf hohem Bruchsteinunterbau, Ankerbalken mit Zapfenschlössern. Scheune und Stallungen in Fachwerk mit Veränderungen des 19. und 20. Jahrhunderts mit Satteldächer. | 1532             | 01.09.1988       | 93              |
| Heiligenhäuschen                                            | Heiligenhäuschen                                            | Drove Drovestraße 156 Karte                             | Das Heiligenhäuschen aus Buntsandstein auf einem neuen Sockel hat eine rechteckige Heiligennische mit darüber liegendem Gesims und dachförmigen Abschluss mit kleiner Nische. Im Giebel ein Christogramm. Der Bildstock ist im Zusammenhang mit der Anlage im Ortsteil Drove, Drovestraße 156, die ebenfalls als denkmal- und daher schützenswert eingestuft wurde zu sehen. | 1762             | 01.09.1988       | 94              |
| ehemaliges Amtsgebäude                                      | ehemaliges Amtsgebäude                                      | Drove Drovestraße 206 Karte                             | Bei dem Objekt handelt es sich um ein 2-geschossiges Gebäude mit Bruchsteinen in Eckquaderungen im Erdgeschoss. Rundbogige Eingangstür mit doppelläufiger Freitreppe. Der gut erhaltene Repräsentationsbau schließt mit einem Satteldach mit Schleppgauben ab. Im Obergeschoss Fachwerkkonstruktion. | um 1910          | 26.03.1985       | 15              |
| Fachwerk-Giebelhaus                                         | Fachwerk-Giebelhaus                                         | Drove Drovestraße 54 Karte                              | Bei dem Objekt handelt es sich um ein 2-geschossiges Fachwerk-Giebelhaus in Stockwerkbauweise auf einem Bruchsteinsockel unter einem Satteldach. | 19. Jh.          | 26.03.1985       | 7               |
| Vierkanthof und Wohnhaus                                    | Vierkanthof und Wohnhaus                                    | Drove Drovestraße 82 Karte                              | Bei dem Objekt handelt es sich um einen Vierkanthof mit einem 2-geschossigen Wohnhaus. Die Straßenseite ist in massiv, die Hofseiten sind in Fachwerk ausgemauert und stammen teilweise aus dem 18. Jahrhundert, die Scheune aus dem 19. Jahrhundert und die Neubauten an der Rückfront aus dem 20. Jahrhundert. Die Datierung durch Maueranker 1839. | 1839             | 01.09.1988       | 92              |
| Fachwerk-Hofanlage                                          | Fachwerk-Hofanlage                                          | Drove In der Britz 48 Karte                             | Bei dem Objekt handelt es sich um eine vierflügelige Fachwerk-Hofanlage, Wohnhaus zweigeschossig an der Ecke In der Britz/Drovestraße in Geschossbauweise. Im Anschluss an die Giebelseite des Wohnhauses große Tordurchfahrt, daneben Wirtschaftsgebäude mit teilweise ausgemauerten Fachwerk. | 18. Jh.          | 27.03.1985       | 19              |
| weitere Bilder                                              | Burg Drove                                                  | Drove Wewordenstraße 7 Karte                            | Bei dem Objekt handelt es sich um eine Neuanlage des 18. Jahrhunderts auf quadratischer Grundriss. Das Haupthaus ist dreiflügelig und zweigeschossig, der Mittelbau höher, mit Freitreppe in der Mittelachse und 4 Achsen zur Hofseite. Weiterhin in der Mittelachse kleiner Zwerchgiebel mit Wappen und Walmdach. Anbauten des 19. und 20. Jahrhunderts in Bruchstein mit Buntsandsteingewände, ehem. Wirtschaftsgebäude urspr. der Burg vorgelagert. Der Straßentrakt mit rundbogiger Durchfahrt und übergiebeltes Portal. Die Außenmauer teilweise alt mit zugesetzten Gewänden. | 1728, 1741       | 26.03.1985       | 16              |
| Wegekreuz                                                   | Wegekreuz                                                   | Drove Wewordenstraße, Flur Burgberg Karte               | Wegekreuz aus Sandstein, in Beton eingegossen, am Sockel die Inschrifttafel: „Anno 1791 25. November ist der ehrsame Jüngling Laurenz Froitzheim aus Kelz hier dem Herrn entschlafen, Wiedererrichtung 1935.“ | 1791             | 26.03.1985       | 17              |
| Fabrikantenvilla                                            | Fabrikantenvilla                                            | Kreuzau Friedenau 3 Karte                               | Bei dem Objekt handelt es sich um eine ehem. Fabrikantenvilla in neoklassizistischer Backsteinarchitektur um 1890. Zugehörig ist ein Park mit altem Baumbestand sowie ein Zierbrunnen. | 1890             | 01.06.1987       | 79              |
| Kreuzigungsgruppe auf Friedhof                              | Kreuzigungsgruppe auf Friedhof                              | Kreuzau Friedhofstraße Karte                            | Bei dem Objekt handelt es sich um eine expressionistische Kreuzigungsgruppe aus Basaltlava auf einem hohen pfeilerförmigen Sockel, darin die Inschrift: „Ich bin die Auferstehung und das Leben. Wer an mich glaubt wird leben, wenn er auch gestorben ist!“. Auf einer kräftigen Gesimsplatte die Darstellung einer Trauernden mit 2 seitlich hockenden Engeln, darüber Gesimsplatte mit der Kreuzigungsgruppe. Insgesamt eine ungewöhnlich qualitätsvolles seltenes Werk. | 1924             | 26.03.1985       | 31              |
| Grabstein Familie Schulte-Krumpen                           | Grabstein Familie Schulte-Krumpen                           | Kreuzau Friedhofstraße Karte                            | Das Grabmal Schulte-Krumpen auf dem Friedhof Kreuzau ist als ganzes ein Denkmal. Drei Steintafeln im Kopfbereich der Grabstellen sind in klassischer Dreiteilung aufgestellt, die mittlere als große Bildtafel, die seitlichen als kleinere Schrifttafel. Die glatten, rechteckigen Steinplatten sind im Bas-Relief ornamentiert, das in strengen zeitgenössischen Formen gehalten ist. Die Mitteltafel enthält die Darstellung einer Pieta in der kantigen Linienführung des Spätexpressionismus, während die Schrifttafeln Inschriften in keilschriftförmigen Duktus tragen. | 1936             | 11.10.2002       | 110             |
| Mühlenteich, Kreuzauer/Niederauer Teich einschließlich Wehr | Mühlenteich, Kreuzauer/Niederauer Teich einschließlich Wehr | Kreuzau Gemarkungen Kreuzau und Winden Karte            | Noch im 19. Jahrhundert waren Kreuzauer und Niederauer Teich zwei voneinander getrennte Wasserläufe. Der Kreuzauer Teich besteht urkundlich belegt seit 1303. Der Niederauer Teich lag ehemals auf dem Gebiet der Unterherrschaft Burgau, die Mitte des 18. Jahrhunderts eine Öl- und Mahlmühle betrieb. Die am Niederauer Teich Anfang des 19. Jahrhunderts bestehende Papiermühle Friedenau der Fam. Hoesch besteht heute noch, der Baukörper der Niederauer Mühle ist erhalten, im Ortskern Niederau besteht noch die 1836 durch die Gebrüder Schoeller gegründeten Tuchfabrikmühle. Der Kreuzauer/Niederauer Teich erstreckt sich von der Ableitung aus der Rur bis zum Übergang in Dürener Gebiet über eine Länge von 4 bis 5 km. In der Höhe der Teichbrücke „Am Wassergarten“ zweigt das Gewässer „Spich“ ab und mündet in der Straße „Im Dröhl“ wieder in den Teich ein. Der Seitenarm ist als Flutgraben Teil der Wasserregulierung, ist Bestandteil der Funktionstüchtigkeit und damit Teil des Denkmals. | 19. Jh.          | 06.12.2007       | 117             |
| Mühlenteich, Lendersdorfer Teich einschließlich Wehr        | Mühlenteich, Lendersdorfer Teich einschließlich Wehr        | Kreuzau Gemarkungen Kreuzau und Winden Karte            | Der Lendersdorfer Teich geht vermutlich auf einzelne kurze Teilabschnitte zurück. Die Abschnitte in Lendersdorf und Mariaweiler werden ins Hochmittelalter, im Unterlauf sogar ins Mittelalter datiert. Ein Zusammenschluss der Teilstücke erfolgte spätestens 1180. An dem Teichbestanden Grundherrschaften, die ins frühe Mittelalter reichen. So besaßen in Lendersdorf das Aachener Adalbertstift, die Grafen von Jülich und die Herren von Birgel Höfe und Grundherrschaften mit eigenen Hofgerichten. Spätestens seit 1348 wurden in Lendersdorf Mühlen betrieben. Im Gericht Lendersdorf existierten 4 Mühlen: die gräfliche Mühle zu Lendersdorf, die Mühle des Adalbertstiftes, die Mühle des Engelbrecht Vieth zu Birgel und eine weitere Mühle. Die gräfliche Mühle entstand zwischen 1303 und 1348. In ihrer Nähe wurde zwischen 1613 und 1913 eine Eisenhütte betrieben, die Lendersdorfer Hütte. Hier wurde aus dem Lendersdorfer Eisenstein Stahl erzeugt. 1804 gehörten zu dem Werk eine Schmelzhütte, eine Gießerei, ein Hammerwerk und eine Schneidemühle. Ab 1820 war die Hütte im Besitz der Fam. Hoesch. Die übrigen Mühlen liegen auf Dürener Gebiet. | 18. Jh.          | 06.12.2007       | 118             |
| Sportanlage Kurt-Hoesch-Kampfbahn                           | Sportanlage Kurt-Hoesch-Kampfbahn                           | Kreuzau Hauptstraße 141 Karte                           | Bei dem Objekt handelt es sich um eine Sportanlage mit Clubhaus, seitlicher Toreinfahrt und Kassenhäuschen. Das Clubhaus ist ein klar gegliederter Bau mit einem 2-geschossigen Mittelteil, seitlich und platzwärts 1-geschossigen Vorbauten mit Treppenaufgängen und Flachdächern. Die Anlage spiegelt einen sehr seltenen Bauhausstil wider. | 1929–1930        | 26.03.1985       | 30              |
| Burg Kreuzau                                                | Burg Kreuzau                                                | Kreuzau Hauptstraße 5 Karte                             | Bei dem Objekt handelt es sich um eine ehem. 2-teilige Wasseranlage, die heute als 4-flügeliger Wirtschaftshof mit geschlossenem Innenhof und rückwärtigen Wohnbauten anzutreffen ist. Die Gebäude sind in Bruchstein mit Rotsandsteingewänden. Der Eingangstrakt zeigt sich mit einem rundbogigen Tor mit Rechteckblendnischen für eine Zugbrücke. Das Wohnhaus liegt hinter dem vorgelagerten Wirtschaftstrakt. Die Gebäude sind mit Sattel- und Walmdächer bedeckt. | 16.–20. Jh.      | 26.03.1985       | 22              |
| Fachwerkhaus                                                | Fachwerkhaus                                                | Kreuzau Hauptstraße 93 Karte                            | Bei dem Objekt handelt es sich um ein 2-geschossiges, traufständiges Fachwerkhaus mit einem Drempelgeschoss in 5 Achsen und einem Satteldach. Das Fachwerk in Stockwerksbauweise ist weitgehend erneuert. | E. 17. Jh        | 26.03.1985       | 23              |
| Bruchsteinhaus                                              | Bruchsteinhaus                                              | Kreuzau Im Dröhl 1 Karte                                | Bei dem Objekt handelt es sich um ein 2-geschossiges giebelständiges Bruchsteinhaus mit 3 Achsen zur Giebel- und 4 Achsen zur Traufseite unter einem Krüppelwalmdach. Der Eingang zum Wohnhaus liegt auf der 5-achsigen Hofseite. Anschließend zum Straßenverlauf steht eine Mauer mit rundbogiger Tordurchfahrt, sowie ein rundbogiges Fußgängerpförtchen. | 1780             | 26.03.1985       | 24              |
| weitere Bilder                                              | Kath. Pfarrkirche mit Turm, Kirchhofmauer                   | Kreuzau Kirchweg Karte                                  | Bei dem Objekt handelt es sich um eine 3-schiffige Basilika mit einem vorgesetzten 4-geschossigen Westturm. Das Langhaus zu 6 Jochen geht in den Chor mit 5/8-Schluss mit Kreuzrippengewölbe über. Die Sakristei ist als Anbau angefügt. Baujahr: 14. Jh., 1906/07 Restaurierung, Wiederherstellung nach Zweitem Weltkrieg. Der anschließende Kirchhof ist mit einer Bruchsteinmauer umgeben, in der neuere Kreuzwegstationen eingelassen sind. Ebenfalls auf dem Kirchhof frei aufgestellte Grabsteine aus dem 17. bis 19. Jahrhundert. | 14. Jh.          | 26.03.1985       | 25              |
| Fachwerkhaus                                                | Fachwerkhaus                                                | Kreuzau Mittelstraße 11 Karte                           | Bei dem Objekt handelt es sich um ein 2-geschossiges, giebelständiges Fachwerkhaus zu 2 Achsen mit einem Krüppelwalmdach. Das Gebäude mit einem Drempelgeschoss ist in Stockwerksbauweise mit geknickten Fußbändern gebaut. Der Eingang ist an der hofseitigen Traufseite in der Mittelachse. | 19. Jh.          | 26.03.1985       | 26              |
| Bruchsteinhaus                                              | Bruchsteinhaus                                              | Kreuzau Niederdrove 24 Karte                            | Bei dem Objekt handelt es sich um ein 2-geschossiges Bruchsteinhaus, teilweise mit Eckquaderungen unter einem Satteldach. An der Giebelseite hängend ein großes ca. 2 × 3 m Holzkreuz mit Kruzifix. | 16.–18. Jh.      | 26.03.1985       | 27              |
| Heiligenhäuschen                                            | Heiligenhäuschen                                            | Kreuzau Reitersweg/Straße nach Stockheim Karte          | Das Heiligenhäuschen aus Buntsandstein mit profilierten Sockelgesims steht auf einem quadratischen Grundriss. Der Unterbau mit einer Rosette im eingetieften Mittelfeld, rechteckige Heiligennische mit geradem Sturz, darüber profiliertes Gesims und Inschrift, Zeltdach sowie originalem Gitter. | 1727             | 26.03.1985       | 29              |
| Walzwerk, Hofanlage, Wohnhaus                               | Walzwerk, Hofanlage, Wohnhaus                               | Kreuzau Schneidhausen 1 Karte                           | Bei dem Objekt handelt es sich um eine 3-flügelige Hofanlage mit straßenseitigem Gitter und Torbogen aus Bruchstein mit Werksteingewänden. Das 2-geschossige Wohnhaus von 2:7 Achsen mit 2 Eingängen und Zwerchhäusern. Das Objekt gilt als frühindustrielle Anlage mit repräsentativen Wohnhaus. | 1743             | 26.03.1985       | 28              |
| Fachwerkhaus                                                | Fachwerkhaus                                                | Kreuzau Teichstraße 18 Karte                            | Bei dem Objekt handelt es sich um ein 2-geschossiges, giebelständiges Fachwerkhaus das in Geschossbauweise mit großen Streben und einen Satteldach erbaut wurde. Der Eingang an der hofseitigen Traufwand. | 18. Jh.          | 01.09.1988       | 95              |
| Bruchsteinhaus                                              | Bruchsteinhaus                                              | Kreuzau Teichstraße 20 Karte                            | Bei dem Objekt handelt es sich um ein 2-geschossiges, giebelständiges Bruchsteinhaus mit einem Krüppelwalmdach. Der Eingang ist an der Hofseite. | 1779             | 01.09.1988       | 96              |
| Bruchsteinhaus                                              | Bruchsteinhaus                                              | Langenbroich Heinrich-Böll-Straße 16 Karte              | Bei dem Objekt handelt es sich um ein 2-geschossiges, traufständiges Bruchsteinhaus mit Werksteingewänden unter einem Satteldach. Eingang an der rückwärtigen Traufseite. | 1870             | 01.09.1988       | 97              |
| ehemaliger Streckhof                                        | ehemaliger Streckhof                                        | Langenbroich Heinrich-Böll-Straße 18 Karte              | Beim ehem. Streckhof handelt es sich um ein Bruchsteinhaus mit Werksteingewänden. Der rechte Teil ist Wohnhaus, unter dem Dach in Maueranker Datierung 1811, im linken Teil die ehem. Scheune mit einer noch erhaltenen Innenaufteilung. | 1811             | 26.03.1985       | 69              |
| Hof- und Wohnanlage, Bruchsteinscheune                      | Hof- und Wohnanlage, Bruchsteinscheune                      | Langenbroich Heinrich-Böll-Straße 22 Karte              | Bei dem Objekt handelt es sich um eine mehrteilige Bruchstein-Hofanlage mit großer Tordurchfahrt, rechter Teil ist ein Bruchsteinhaus mit Inschriftstein 1626 mit Satteldach, linker Teil eine Bruchsteinscheune vermutlich aus dem 18. Jh. | 18. Jh.          | 26.03.1985       | 70              |
| Kath. Rektoratskirche                                       | Kath. Rektoratskirche                                       | Langenbroich Waldstraße Karte                           | Bei dem Objekt handelt es sich um einen 1-schiffigen Saalbau mit vorgesetztem 3-geschossigem Westturm und 3-seitigen Chorschluss, Das Gebäude ist aus Bruchstein mit Werksteingewände erbaut. | 1705             | 26.03.1985       | 68              |
| Giebelhaus                                                  | Giebelhaus                                                  | Leversbach Am Leversbach 16 Karte                       | Bei dem Objekt handelt es sich um ein 2-geschossiges Giebelhaus auf abgetrepptem Bruchsteinsockel. Die Giebelwand zur Straße und die äußere Traufseite ist in Bruchstein mit Sandsteingewänden unter einem Satteldach. Anschließend Toreinfahrt mit profilierten Kämpfern, Hofseite in Fachwerk in Stockwerksbauweise. | 17./18. Jh.      | 01.09.1988       | 98              |
| Wegekreuz                                                   | Wegekreuz                                                   | Leversbach Am Leversbach 32 Karte                       | Bei dem Objekt handelt es sich um ein Wegekreuz von 4 m Höhe an der Kapelle. Das Holzkreuz mit einer Bedachung zeigt im Hochrelief eingeschnitzt; Hahn, Leidenswerkzeuge, Dornenkrone, Todessymbol und Inschrift im Kreuzfuß: „Im Kreuz ist Heil, errichtet 1780, erneuert 1924.“ | 1780             | 26.03.1985       | 32              |
| Bildstock                                                   | Bildstock                                                   | Leversbach Am Leversbach 32 Karte                       | Bei dem Objekt handelt es sich um einen Bildstock aus Buntsandstein aus dem 18. Jahrhundert. Der Bildstock ist stark restauriert, pfeilerförmiger Aufbau mit profiliertem Rand, Sockel mit Gesims, mittlerem verkröpftem Gesims, im oberen Teil kleine Nische mit apsidialem Abschluss, begleitet von Rocaillenschmuck, darüber der kreuztragende Christus mit umrankender Dornenkrone, im Oberteil als Abschluss halbrunder Sprenggiebel mit Wappen und Fürstenhut, Inschrift im Sockel stark verwittert, teilweise durch Restaurierung verwischt. | 18. Jh.          | 05.06.1985       | 72              |
| Kapelle St. Albertus Magnus                                 | Kapelle St. Albertus Magnus                                 | Leversbach Am Leversbach 32 Karte                       | Einfacher langrechteckiger Kirchenbau aus unregelmäßigem Bruchsteinmauerwerk mit schwach geneigtem Satteldach aus dem Jahre 1932. Ausstattungsstücke bzw. liturgische Geräte sind Teil des Denkmals. Die direkt anschließenden Frei- und Grünflächen sind in den Schutzumfang einbezogen. | 1932             | 26.10.2007       | 112             |
| Winkelhofanlage                                             | Winkelhofanlage                                             | Leversbach Am Leversbach 33 Karte                       | Bei dem Objekt handelt es sich um eine Winkelhofanlage teilweise auf Bruchsteinunterbau des 20. Jh. Das Wohnhaus ist giebelständig aus Fachwerk in Stockwerksbauweise mit großen Schrägstreben und eingehälsten Ankerbalken unter Satteldächer. Der Unterbau der Giebelwand ist in Massivbauweise. | 20. Jh           | 26.03.1985       | 33              |
| Wohnhaus aus Bruchstein, Giebel aus Fachwerk                | Wohnhaus aus Bruchstein, Giebel aus Fachwerk                | Leversbach Am Leversbach 36 Karte                       | Bei dem Objekt handelt es sich um ein 2-geschossiges, traufständiges Wohnhaus mit Außenwänden aus Bruchstein. Die Giebelseite ist aus Fachwerk in Geschossbauweise, großen Schrägstreben. Rückwärtige kleine Scheune in Fachwerk mit vermauerter Durchfahrt unter einem Satteldach. | 18. Jh.          | 26.03.1985       | 34              |
| Bildstock                                                   | Bildstock                                                   | Leversbach Bleigraben/Hinter den Höfen Karte            | Der Bildstock aus Sandstein mit Sockelgesims, Zwischengesims, Rechtecknische mit Segmentsturz, Pyramidendach mit eingearbeitetem Kreuz und Inschrift. | 1782             | 26.03.1985       | 35              |
| Bildstock                                                   | Bildstock                                                   | Leversbach Flur Oberste Rötsch, Am Friedhof Karte       | Der 2,50 m hohe Bildstock aus Sandstein mit profiliertem Sockel, profiliertem Zwischengesims, dachförmigen Aufbau, stichbogiger Rechtecknische mit Falz, Inschrift auf dem rechten Sturzstein stark verwittert, linker Sturzstein und Teil des Daches erneuert. | 18. Jh.          | 26.03.1985       | 37              |
| Bildstock                                                   | Bildstock                                                   | Leversbach Leversbach Ecke Titzgarten Karte             | Der Bildstock aus Sandstein mit neuem Betonsockel, mittlerem Gesims, pyramidenförmiges Dach, segmentbogiger Rechtecknische mit stark verwitterter originaler Christusdarstellung im Relief der Nischenrückwand, darüber Stifterinschrift und Kreuz sowie Datierung. | 1782             | 26.03.1985       | 36              |
| Bruchstein-Wohnhaus                                         | Bruchstein-Wohnhaus                                         | Obermaubach Apollinarisstraße 1 Karte                   | Bei dem Objekt handelt es sich um ein 2-geschossiges Wohnhaus mit massiven EG aus Bruchstein und Fachwerk mit 3-achisger Fassade und einem Mansardwalmdach. An der rechten Haushälfte ein Wirtschaftsgebäude aus Bruchstein mit Werksteingewänden und einem Krüppelwalmdach, an der rückwärtigen Hausseite ein Mühlrad mit Obergraben. | 18. Jh.          | 01.09.1988       | 99              |
| ehem. Burg Obermaubach                                      | ehem. Burg Obermaubach                                      | Obermaubach Seestraße 11 Karte                          | Bei dem Objekt handelt es sich um einen Bruchsteinbau auf einem hohen Sockel. Urspr. als Rechteck geplant ist diese Anlage auf einer künstlichen Aufschüttung angelegt worden, wovon nur noch ein Teil des Flügels gegen die Rur erhalten blieb. | 1637             | 26.03.1985       | 38              |
| Heiligenhäuschen                                            | Heiligenhäuschen                                            | Schlagstein Am Schlagstein Karte                        | Bei dem Objekt handelt es sich um ein Heiligenhäuschen aus Bruchstein, mit werksteingefasster rechteckiger Nische, segmentbogig mit eingetieften Feldern, Sternen und Christogramm, profiliertes Gesims sowie einem dachartiger Abschluss. | 1755             | 26.03.1985       | 39              |
| Friedhofskreuz                                              | Friedhofskreuz                                              | Stockheim Andreasstraße Karte                           | Das Friedhofskreuz aus Sandstein steht auf einem gotisierenden Sockel. Am Kreuz ein farbig gefasster Korpus aus Gusseisen. Im Mittelteil eine Inschrift: „Ich weiß, daß mein Erlöser lebt ich werde am jüngsten Tag von der Erde auferstehen. Jak. 19.2 errichtet 1905.“ | 1905             | 26.03.1985       | 43              |
| ehem. Poststation Wohnhaus                                  | ehem. Poststation Wohnhaus                                  | Stockheim Andreasstraße 29 Karte                        | Bei dem Objekt handelt es sich um eine Hofanlage aus verputztem Backstein, mit 2-geschossigem Wohnhaus zu 5 Achsen, teilweise mit Schlagläden unter einem Mansardwalmdach. Die Schmalseite zur Andreasstraße ist 2-achsig. In der Hausmitte eine Nische mit einer Muttergottesfigur. Im Hausanschluss ist eine große Tordurchfahrt mit Sandsteingewänden zu einem neueren Wirtschaftsgebäude. | 2. H. 18. Jh.    | 26.03.1985       | 40              |
| Wegekreuz                                                   | Wegekreuz                                                   | Stockheim Gut Stepprath, Flur 14, 405 Karte             | Das Wegekreuz hat einen 2-stufigen Sockel aus Rotsandstein, darauf einmal zurückgestufter Pfeiler über einem stark vorspringenden, teilweise zerstörten Gesims. Ein barockes Kreuz mit Corpus im Hochrelief. Auf der Rückseite des Kreuzes Stifterinschrift mit Wappen. | 1700             | 26.03.1985       | 41              |
| Alte Pfarrkirche                                            | Alte Pfarrkirche                                            | Stockheim Kreuzauer Straße Karte                        | Bei dem Objekt handelt es sich um eine 2-schiffige, romanische Kirche aus Bruchstein mit einem 3-geschossigen, spätgotischen Westturm und einem 5/8-Chorschluss mit einem Satteldach aus dem Jahre 1523. Der massige Turm mit einem Pyramidendach steht auf quadratischem Grundriss mit Stockwerksgesimsen, im oberen Geschoss Schalllöcher in paariger Anordnung. Im rechten Winkel steht der Anbau der neuen kath. Pfarrkirche St. Andreas, erbaut 1937, nach Kriegsschäden Wiederaufbau bis 1948. Zugehörig Friedhofsmauer in Bruchstein mit eingearbeiteten Spollen alter Grabkreuze. | 11./12.u.16. Jh. | 26.03.1985       | 42              |
| Kreuzigungsgruppe                                           | Kreuzigungsgruppe                                           | Stockheim Kreuzauer Straße/Andreasstraße Karte          | Bei dem Objekt handelt es sich um eine große Kreuzigungsgruppe aus Buntsandstein in einer überdachten Nische. In der Mitte Pfeiler mit von Engelskopf getragenen Konsole und Nische mit reicher Rocailleornamentik, darüber Relief der Hl. Katharina, Kruzifix mit Steinkorpus, Reste farbiger Fassung. Zur rechten auf geschweiftem Pfeiler die Statue des Hl. Johannes, zur linken die Gottesmutter. Auf dem Sockel des Kreuzes die Stifterinschrift: „Heinrichs Hamacher und Sibilla Nesselrath, 6. Juni 1770“. | 1770             | 26.03.1985       | 45              |
| Wegekreuz                                                   | Wegekreuz                                                   | Stockheim Kreuzauer Straße/Auf der Heide Karte          | Bei dem Objekt handelt es sich um ein Wegekreuz aus Buntsandstein, geschlämmt auf hohem, gestuftem Pfeiler, Pfeilermitte Gesims mit Konsole, darüber Nische mit muschelförmigem Abschluss, flankiert von Halbsäulchen, darüber Reliefbildfeld mit dem „Heiligen Wandel“; über dem Gesims Kruzifix, Korpus ebenfalls aus Sandstein. | 18. Jh.          | 26.03.1985       | 44              |
| St. Fides, Spes et Caritas                                  | St. Fides, Spes et Caritas                                  | Thum Thumstraße Karte                                   | Bei dem Objekt handelt es sich um ein 2-geschossiges Bruchsteinhaus, teilweise mit Eckquaderungen unter einem Satteldach. An der Giebelseite hängend ein großes ca. 2 × 3 m Holzkreuz mit Kruzifix. | 1906, 1907       | 26.03.1985       | 47              |
| Friedhofskreuz                                              | Friedhofskreuz                                              | Thum Thumstraße Karte                                   | Bei dem Friedhofskreuz handelt es sich um einen Kreuzpfeiler auf einem 2-stufigen Sockel, im Pfeiler Spitzbogennische mit Blattkonsolen, darunter Inschrift, als Bekrönung Astkreuz mit bronzenem Korpus. | 1879             | 26.03.1985       | 48              |
| Bildstock                                                   | Bildstock                                                   | Thum Thumstraße 26 Karte                                | Der Bildstock befindet sich in der Hausmauer von Haus Nr. 26. Er ist aus Sandstein mit rundbogiger Nische und dachförmigem Abschluss. Hinter dem Gitter eine neuere Figur. | 18. Jh.          | 01.09.1988       | 100             |
| Haus Thum ehemalige Burg                                    | Haus Thum ehemalige Burg                                    | Thum Thumstraße 34 Karte                                | Das Haus Thum zeigt sich als Ziegelgebäude in einer heute 4-flügeligen Hofanlage mit einem Torbogen zur Straße aus dem 19. und 20. Jahrhundert. Mittelalterliche Reste aus dem 17./18. Jahrhundert sind teilweise noch im Wohnhaus verbaut. Das Wohnhaus als Herrenhaus zeigt sich in 7 Achsen mit Eingang in der Mittelachse. Haus und Wirtschaftsgebäude teilweise im Bruchstein mit Sandsteingewänden. Das Wohnhaus mit einem Walmdach, zur Kirche hin mit Krüppelwalm. Die Wirtschaftsgebäude sind mit Satteldächern überbaut. Die Haupteinfahrt zum Hof ist mit einem Sandsteinrundbogen bekrönt. | 17./18. Jh.      | 26.03.1985       | 46              |
| Bruchsteinhaus                                              | Bruchsteinhaus                                              | Thum Thumstraße 40 Karte                                | Bei dem Objekt handelt es sich um ein 2-geschossiges, traufständiges Bruchsteinhaus zu 5 Achsen mit einem Satteldach. Rückwärtig am Haus eine Bruchsteinscheune mit einer korbbogigen Durchfahrt mit einem Satteldach. | M. 19. Jh.       | 01.09.1988       | 101             |
| Fachwerkhaus                                                | Fachwerkhaus                                                | Thum Thumstraße 41 Karte                                | Bei dem Objekt handelt es sich um ein 2-geschossiges Fachwerkhaus mit einer erneuerten Giebelseite in Backstein mit vier Achsen zur Straßenseite. Das Haus ist in Geschossbauweise mit Fußbändern erbaut und wird von einem Satteldach geschützt. Der Eingang ist an der Hofseite etwa in der Hausmitte. | 1. H. 19. Jh.    | 01.09.1988       | 102             |
| Fachwerkhaus                                                | Fachwerkhaus                                                | Thum Thumstraße 43 Karte                                | Bei dem Objekt handelt es sich um ein 2-geschossiges, traufständiges Fachwerkhaus mit einer Eingangstüre in der Hausmitte. Die Straßenseite ist in Massivbauweise erbaut. Im EG finden sich eingehälste Ankerbalken, im OG sind diese durchgezapft. Das Schaufachwerk ist ohne Streben und trägt ein Krüppelwalmdach. | 17. Jh           | 01.09.1988       | 103             |
| Marienkapelle                                               | Marienkapelle                                               | Üdingen Dechant-Offermanns-Weg Karte                    | Die Marienkapelle aus Bruchstein steht auf einem kreuzförmigen Grundriss und zeigt Buntsandsteingewände. Der Westgiebel besitzt Maueranker, die eine Datierung von 1786 angeben. Der Westeingang ist rundbogig mit einer Freitreppe. Der 8-eckige Dachreiter mit einer Glocke hebt sich vom Walmdach ab. Die Kapelle wurde nach der Kriegszerstörung völlig erneuert. Im Innenraum ein barocker Marienaltar mit farbig gefasstem Holz, 2 Christusstatuen, ebenso kleinere Heiligenstatuen im Langhaus und eine sehr ländliche Gruppe Maria, Jesus, Josef auf Konsolen aus dem 18. Jahrhundert. | 1786, 1876       | 26.03.1985       | 49              |
| Fachwerkhaus                                                | Fachwerkhaus                                                | Üdingen Dorfstraße 101 Karte                            | Bei dem Objekt handelt es sich um ein 2-geschossiges Fachwerkhaus mit einer giebelseitig vorgesetzten Bruchsteinfassade des 19. Jahrhunderts. An der Traufseite zeigt sich Sichtfachwerk in Stockwerksbauweise mit Streben, im OG finden sich eingehälste Ankerbalken. Ein Satteldach schließt das Haus nach oben ab. | 18./19. Jh.      | 26.03.1985       | 53              |
|                                                             | Wohnhaus                                                    | Üdingen Dorfstraße 112                                  | Im Jahr 1957 erbautes, eingeschossiges Wohnhaus mit Flachdach und ausgebautem Keller, der in das abfallende Gelände eingetieft ist. Die Außenwände sind aus rötlichem Bruchstein errichtet. | 1957             | 10.12.2014       | 120             |
| Torbogen                                                    | Torbogen                                                    | Üdingen Dorfstraße 60 Karte                             | Gut erhaltener Torbogen des 18. Jahrhunderts mit verwitterter Inschrift im Keilstein. | 18. Jh.          | 26.03.1985       | 50              |
| Torbogen                                                    | Torbogen                                                    | Üdingen Dorfstraße 83 Karte                             | Gut erhaltener Torbogen des 18. Jahrhunderts mit verwitterter Inschrift im Keilstein. | 18. Jh.          | 26.03.1985       | 51              |
| Torbogen                                                    | Torbogen                                                    | Üdingen Dorfstraße 95 Karte                             | Torbogen aus Sandstein mit Inschrift im Keilstein aus dem Jahre 1764 | 1764             | 26.03.1985       | 52              |
| Mühlenteich Oberschneidhausener Teich                       | Mühlenteich Oberschneidhausener Teich                       | Üdingen Gemarkung Üdingen und Winden Karte              | Der Oberschneidhausener Teich wurde 1769 für die Eisenschneidmühle gegraben. Noch im 18. Jahrhundert entstand eine zweite Eisenschneidmühlein in Oberschneidhausen. 1893 lag an dem oberen Abschnitt eine Papierfabrik, die im Zweiten Weltkrieg zerstört wurde. Die Ruine wurde vor einigen Jahren aus Sicherheitsgründen bis auf wenige Mauerreste und Relikte der ehemaligen Turbine abgebrochen. Der Teich erstreckt sich von seiner Ableitung aus der Rur bis zu seiner Rückführung in den Fluss über eine Länge von 300 – 400 m. Vor dem Fabrikstandort zweigt ein Mühlengraben ab, so dass das Fabrikgelände ehemals inselgleich umschlossen wurde. Der abzweigende Mühlengraben ist heute verlandet. Im Bereich des ehemaligen Fabrikgeländes sind an beiden Teichseiten Mauerstücke erhalten. | 1769             | 06.12.2007       | 115             |
| Bildstock                                                   | Bildstock                                                   | Untermaubach Brigidastraße 19 Karte                     | Bei dem Objekt handelt es sich um einen Bildstock mit Rechtecknische, der am Wohnhaus angebaut ist. Im segmentbogigen Sturz ist die Inschrift und Datierung angebracht. Der Unterbau wurde erneuert, die Heiligenfigur ist ebenfalls neuerer Zeit. | 1790             | 26.03.1985       | 55              |
| Bruchsteinhaus                                              | Bruchsteinhaus                                              | Untermaubach Brigidastraße 4 Karte                      | Bei dem Objekt handelt es sich um ein 2-geschossiges, giebelständiges Bruchsteinhaus mit Kniestock und einem Satteldach. Die Fenster sind mit Rotsandsteingewänden versehen. Der Hauseingang ist an der Hofseite. | 16./17. Jh.      | 26.03.1985       | 54              |
| Kath. Pfarrkirche St. Brigida                               | Kath. Pfarrkirche St. Brigida                               | Untermaubach Burgplatz Karte                            | Bei dem Objekt handelt es sich um eine kleine Saalkirche aus Bruchstein mit polygonalem Chorschluss mit angebauten Sakristeiräumen, mit einem Dachreiter und einem abgeschleppten Pultdach. Der Eingang befindet sich in der nördl. Giebelseite, in rundbogiger Blendnische. Über dem Eingang Rundbogenfenster, an den Längsseiten je 5 Rundbogenfenster. Die Innenausstattung ist modern, nach Kriegszerstörung erneuert. | 1816             | 26.03.1985       | 57              |
| weitere Bilder                                              | Burg Maubach                                                | Untermaubach Burgplatz 6 Karte                          | Bei dem Objekt handelt es sich um eine Abschnittsburg, ehem. mit Halsgraben auf einem unregelmäßigen, 5-eckigen Grundriss mit quadratischem Torturm, runden bzw. halbrunden Ecktürmen uns einem quadratischen Flankenturm. Die Wehrmauern sind zum größten Teil erhalten. Auf der Rückseite der Burg das Wohnhaus aus dem 17./18. Jahrhundert mit mittelalterlichem Mauerwerk, darin zum Teil vermauerte Kreuzstockfenster, im rechten Teil ehem. Wohnturm. Im Hof an den Mauern angebaut Wirtschaftsgebäude aus dem 18.–20. Jahrhundert. Die Gräben sind fast vollständig zugeschüttet. Die gesamte Anlage ist aus Bruchsteinen, teilweise mit Eckquaderungen, alle Werksteine aus Buntsandstein, bzw. am Portal mit Blaustein. | 14.15.17.18. Jh. | 26.03.1985       | 56              |
| weitere Bilder                                              | Judenfriedhof                                               | Untermaubach Fuchsberg, Flur 4 Nr. 12 Karte             | Das Friedhofsgelände ist von einem Maschendrahtzaun umfriedet und durch ein Holztor zugänglich. Die Fläche ist durch einen überwachsenen Mittelweg längsgeteilt und bis auf acht eindeutig erkennbare Grabstellen ungestaltet. Die erhaltenen Grabstellen sind durch steinerne Einfassungen gerahmt, vier tragen Grabsteine mit Inschriften. Weitere Grabstellen sind anzunehmen, aber nicht mehr erkennbar. | 1. H. 20. Jh.    | 11.06.2002       | 111             |
| Mühlenteich Untermaubacher Teich einschließlich Wehr        | Mühlenteich Untermaubacher Teich einschließlich Wehr        | Untermaubach Gemarkung Unter-Obermaubach, Karte         | Der Untermaubacher Teich wurde vermutlich bereits im Spätmittelalter angelegt. Er wird erstmals 1455 erwähnt. Er erstreckt sich von der Ableitung aus der Rur zwischen Obermaubacher Talsperre und Burg Maubach bis zur Einmündung in die Rur unterhalb des Felsens „Hochkopf“ über eine Länge von 1,5 km. Unterhalb der Burg Maubach lag ehemals eine Mahlmühle. 1827 wurde die Genehmigung zum Betreiben einer zweiten Mühle einer Ölmühle erteilt. | 1455             | 06.12.2007       | 113             |
| Mühlenteich Hochkoppel Teich einschließlich Wehr            | Mühlenteich Hochkoppel Teich einschließlich Wehr            | Untermaubach Gemarkung Untermaubach und Winden Karte    | Der Hochkoppelteich wurde 1786 mit der Gründung einer Papierfabrik gegraben. Kurz nach 1804 wurde die Papiermühle in einen Schleifkotten, 1820 in eine Tuch- und Walkmühle umgewandelt. Heute liegt an dem Kanal eine Papierfabrik. Der Hochkoppel-Teich erstreckt sich von der Ableitung aus der Rur bis zu seiner Rückführung in den Fluss über eine Länge von 500 m. | 1786             | 06.12.2007       | 114             |
| Hofanlage mit Wohn-Stall-Haus                               | Hofanlage mit Wohn-Stall-Haus                               | Untermaubach Im Heidehof 46 Karte                       | Bei dem Objekt handelt es sich um eine Hofanlage mit einem langgestreckten Wohn-Stall-Haus aus dem 18. Jahrhundert mit einem Satteldach. Die 2. Hälfte wurde im 19. Jahrhundert auf einem Bruchsteinsockel in Stocksbauweise angebaut. Das Haus ist giebelständig, mit Eingang an der Traufseite. Liegende Gefache und eingehälste Ankerbalken sind im Fachwerk sichtbar. | 18.–19. Jh.      | 26.03.1985       | 58              |
| Schelfer Hof, ehemaliges Schöffengericht                    | Schelfer Hof, ehemaliges Schöffengericht                    | Untermaubach Lindenstraße 4 Karte                       | Bei dem Objekt handelt es sich um ein 2-geschossiges, traufenständiges Fachwerkhaus mit Eingang an der Hofseite mit inschriftlicher Datierung aus dem Jahre 1558. Der Westgiebel ist aus Bruchstein und wurde später vorgesetzt. EG auf hohem Bruchsteinsockel, mit starken Schwellbalken und Eckständern, großen Schrägstreben und Fenstern in Originalgröße. Das OG auf 2 Seiten weit vorkragt auf Bügel, geschweift und mit Originalfenstern, Giebelgeschoss (Drempel) an der Giebelseite leicht vorgezogen. Ein Satteldach auf Pfetten schließt das Gebäude ab. | 1558             | 26.03.1985       | 59              |
| Fachwerk-Winkelhofanlage                                    | Fachwerk-Winkelhofanlage                                    | Untermaubach Lindenstraße 8 Karte                       | Bei dem Objekt handelt es sich um einen 2-geschossigen Fachwerk-Winkelhof, an dem nur noch im Hof das Fachwerk erkennbar ist. Das Haus wurde in Geschossbauweise mit großen geknickten Schrägstreben errichtet. Das Wohnhaus, ein ehemaliges Wohn-Stall-Haus steht unter einem Satteldach. | A. 19. Jh.       | 01.09.1988       | 104             |
| Wegekreuz                                                   | Wegekreuz                                                   | Untermaubach Rurstraße Karte                            | Das Wegekreuz ist aus Sandstein und steht auf einem neueren Sockel mit der Inschrift: „Anno 1717, den Oktober ist Johannes Großeweck durch ein Unglück in Gott entschlafen. Dewesener Kutscher zu Maubach“, darunter Relief eines Totenkopfes mit gekreuzten Knochen; Kreuz mit fächerförmigen Eckzwickeln und verbreitertem Fuß. | 1717             | 01.09.1988       | 105             |
| Heiligenhäuschen                                            | Heiligenhäuschen                                            | Untermaubach Rurstraße Karte                            | Bei dem Objekt handelt es sich um ein Heiligenhäuschen aus Bruchstein auf quadratischem Grundriss, Rechtecknische mit einer Heiligenstatue, darüber gerader Sturz mit Inschrift: „Wilhelmus Classen und Gedrud Dahmen Eheleut erneuert 1780 den 23“. Den Abschluss bildet ein dachförmig, profiliertes Gesims. | 1780             | 01.09.1988       | 106             |
|                                                             | Wasserkraftwerk                                             | Untermaubach Rurstraße                                  | Wasserkraftwerk am Standort einer ehemaligen Wassermühle, die im Jahre 1455 erste urkundliche Erwähnung findet. Im Jahr 1908 wurde die Wassermühle durch das heute bestehende Turbinenhaus mit einer Sauerstofffabrik ersetzt. Das Wasserwerk ist ein Dokument früher Stromerzeugung durch Wasserkraft. |                  | 05.07.2013       | 119             |
| Reste der ehemaligen Weinbergterrassierungen                | Reste der ehemaligen Weinbergterrassierungen                | Untermaubach Theo-Stepp-Straße, Flur 12 Karte           | Bis zu 2 m hohe Stützmauer mit kleinen Treppen, Trockenmauerwerk, leicht geböscht. Reste der ehem. Weinbergsterrassierungen aus dem 17./18. Jahrhundert. | 17./18. Jh.      | 30.06.1987       | 80              |
| Mühlenteich Windener Teich einschließlich Wehr              | Mühlenteich Windener Teich einschließlich Wehr              | Winden Gemarkung Winden Karte                           | Der Windener Teich ist mit Anlage einer Bleihütte 1732/33 urkundlich belegt. Er erstreckt sich von der Ableitung aus der Rur bis zu seiner Rückführung in den Fluss über eine Länge von 800 m. | 1732             | 06.12.2007       | 116             |
| Fachwerkhaus                                                | Fachwerkhaus                                                | Winden Im Grubengarten 1 Karte                          | Bei dem Objekt handelt es sich um ein zweigeschossiges Fachwerkhaus auf einem hohen Bruchsteinsockel. Das Haus wurde in Geschossbauweise mit einem sogenannten liegenden Stuhl im Giebel und einem Satteldach errichtet. Rückwärtig ein neuerer Anbau. | E. 18. Jh.       | 01.09.1988       | 107             |
| Fachwerkhaus                                                | Fachwerkhaus                                                | Winden Im Richelnberg 12 Karte                          | Bei dem Objekt handelt es sich um ein 2-geschossiges, giebelständiges Fachwerkhaus auf einem hohen, verputzten Bruchsteinsockel mit Krüppelwalmdach, das in Stockwerksbauweise errichtet wurde. Der Eingang ist in der Mitte der Traufseite. Die Scheunen sind in Massivbau erstellt. | 1. H. 19. Jh.    | 26.03.1985       | 60              |
| Kath. Pfarrkirche St. Urban                                 | Kath. Pfarrkirche St. Urban                                 | Winden Kelterstraße Karte                               | Bei dem Objekt handelt es sich um eine 3-schiffige Hallenkirche aus bossiertem Werkstein mit Rundpfeilern und vorgelagertem, 3-geschossigen Westturm und 3/8-Chorschluss. Im Winkel zwischen Chorschluss und Langhaus steht der Sakristeianbau im Süden. Das Hauptportal befindet sich an der Frontseite des Westturmes. Der Helm des Turmes ist verschiefert und von quadratischem Grundriss. Die Innenausstattung ist aus dem späten 19. Jahrhundert. | 1869             | 26.03.1985       | 61              |
| Urbanuskapelle                                              | Urbanuskapelle                                              | Winden Kelterstraße Karte                               | Bei dem Objekt handelt es sich um eine Bruchsteinkapelle mit polygonaler Apsis, 2-spitzbogige Fenster mit Werksteingewänden, sowie profiliertes Werksteingewände am Eingang. Darüber befindet sich eine Nische mit der Statue des Hl. Urbanus aus Sandstein. Ein kleiner hölzerner Dachreiter mit einer Glocke wird von einem Kreuz bekrönt. Zur Innenausstattung eine farbig gefasste Pieta aus dem 19. Jahrhundert. | 19. Jh.          | 05.06.1985       | 73              |
| Fachwerkhaus                                                | Fachwerkhaus                                                | Winden Kelterstraße 23 Karte                            | Bei dem Objekt handelt es sich um ein giebelständiges Wohnhaus mit einer äußeren Traufseite und straßenseitiger Giebel in Bruchstein, Hofwand in Fachwerk auf einem hohen Sockel. Das Gebäude, ein ehem. Wohn-Stall-Haus wurde in Geschossbauweise mit durchgezapften Ankerbalken errichtet. Zugehörig eine Fachwerkscheune mit einem Satteldach. | 17. Jh           | 01.09.1988       | 108             |
| Fachwerkhaus                                                | Fachwerkhaus                                                | Winden Kelterstraße 28 Karte                            | Bei dem Objekt handelt es sich um ein 2-geschossiges, traufenständiges Fachwerkhaus auf einem hohen Bruchsteinsockel unter einem Satteldach. Das kräftige Fachwerk ist mit großen Streben versehen. Das Sockelgeschoss wurde zur Wohnung ausgebaut | fr. 18. Jh       | 26.03.1985       | 64              |
| Bruchsteinhaus                                              | Bruchsteinhaus                                              | Winden Kelterstraße 64 Karte                            | Bei dem Objekt handelt es sich um ein 2-geschossiges traufenständiges Bruchsteinhaus mit einem Satteldach und einer anschließenden rundbogigen Tordurchfahrt. Die Hofwand ist im Obergeschoss aus Fachwerk. Die Fenster in der Giebelseite ist in Buntsandsteingewänden errichtet. | 18. Jh.          | 26.03.1985       | 65              |
| Fachwerk-Giebelhaus                                         | Fachwerk-Giebelhaus                                         | Winden Kelterstraße 80 Karte                            | Bei dem Objekt handelt es sich um ein 1 ½ -geschossiges Fachwerkhaus mit durchgezapften Ankerbalken unter einem Satteldach. Der Eingang befindet sich seitlich. | 1709             | 01.09.1988       | 109             |
| Torbogen                                                    | Torbogen                                                    | Winden Kelterstraße 101 Karte                           | Torbogen von 1773. | 1773             | 26.03.1985       | 66              |
| Torbogen                                                    | Torbogen                                                    | Winden Kelterstraße 101 Karte                           | Torbogen von 1773. | 1773             | 26.03.1985       | 67              |
| Fachwerkhaus                                                | Fachwerkhaus                                                | Winden Kelterstraße 11 Karte                            | Bei dem Objekt handelt es sich um ein 1 ½-geschossiges Fachwerkhaus auf einem abgetreppten, verputzten Sockel. Das Haus war ein ehem. Wohn-Stall-Haus mit einer rückwärtigen Giebelseite aus Bruchstein wurde von einem Satteldach geschützt. Fenster sind mit Werksteingewänden versehen. Der Eingang liegt auf der Traufseite zum Hof. | 18. Jh.          | 26.03.1985       | 62              |
| Bruchstein Hofanlage                                        | Bruchstein Hofanlage                                        | Winden Kelterstraße 9 Karte                             | Bei dem Objekt handelt es sich um eine Hofanlage mit einem 2-geschossigen, traufständiges Bruchsteinwohnhaus unter einem Satteldach. Der Eingang an der Traufseite und die Fenster sind mit Werksteingewänden errichtet. Im Winkel angebaut eine Fachwerkscheune aus einem Bruchsteinsockel mit einem Satteldach. Und anschließender Begrenzungsmauer aus Bruchstein. Im Keilstein das Relief einer Traube, als Zeichen eines ehem. Winzergehöftes, seitlich davon die Datierung im Bogen der Tordurchfahrt von 1711. | 1711             | 26.03.1985       | 63              |
| Torbogen                                                    | Torbogen                                                    | Winden Lehrer-Mainz-Straße 29 Karte                     | Bei dem Objekt handelt es sich um einen Werkstein-Torbogen rundbogig mit Kämpfer, datiert im Keilstein mit 1779. | 1770             | 05.06.1985       | 74              |